# لاگونا وودز (کالیفرنیا)
لاگونا وودز (به انگلیسی: Laguna Woods) شهری در شهرستان اورنج، کالیفرنیا ایالت کالیفرنیا است که در سرشماری سال ۲۰۱۰ میلادی، ۱۶۱۹۲ نفر جمعیت داشته است.
کد پستی این شهر 92698 و 92637 است پیش شماره تلفن آن 949 است.